# Руаба, Фади
Фади Руаба (араб. فادي روابح‎; 27 февраля 2001) — алжирский борец греко-римского стиля, призёр Африканских игр и Арабских игр.

## Карьера
В июле 2023 года в Алжире стал серебряным призёром Арабских игр. В начале марта 2024 года на Африканских играх в Аккре стал серебряным призёром. 22 марта 2024 года на квалификационном олимпийском турнире Африки и Океании к Олимпийским играм в Париже ему удалось завоевать лицензию.

## Достижения
- Арабские игры 2023 — ;
- Африканские игры 2023 — ;
- Чемпионат мира по борьбе среди военнослужащих 2023 — ;